# سطح بيني للشبكة
السطح البيني للشبكة وهو في الحوسبة، يكون عبارة عن واجهة (برنامج أو جهاز) النظام بين قطعتين من المعدات أو طبقات البروتوكول في شبكة الكمبيوتر. عادةً ما تحتوي كارت الشبكة على شكل من أشكال عنوان الشبكة. قد يتكون هذا من معرف عقدة ورقم منفذ أو قد يكون معرف عقدة فريد في حد ذاته. توفر واجهات الشبكة وظائف قياسية مثل تمرير الرسائل والاتصال وفصله، إلخ.

## أمثلة
- منفذ حاسوب، واجهة إلى أجهزة الكمبيوتر أو الأجهزة الطرفية الأخرى.
- بطاقة الشبكة، الجهاز الذي يستخدمه الكمبيوتر للاتصال بشبكة كمبيوتر.
- جهاز واجهة الشبكة، نقطة ترسيم لشبكة الهاتف.
- مقبس الشبكة، واجهة البرنامج إلى الشبكة.
- منفذ (شبكة الكمبيوتر)، واجهة بروتوكول للشبكة.